# Nicola De Corsi
Nicola De Corsi (Odessa, 1882 — Nápoles, 1956) foi um pintor italiano.
Paisagista e marinhista, estudou em Nápoles, onde foi aluno de Giacinto Gigante. Participou da Bienal de Veneza em 1910. Chegou ao Brasil em 1912 e nesse mesmo ano expôs com o pintor Nicola Fabricatore na rua São Bento, em São Paulo. Sobre sua permanência na capital paulista, escreveu a pesquisadora Ruth Sprung Tarasantchi: "Nicola De Corsi tem uma bela paleta; quando chegou a São Paulo trouxe telas de todos os gêneros, mas sua especialidade era pintar multidões. Não se interessou pela figura humana em si, mas apanhava aglomerações em praças públicas e mercados, as quais dava grande movimento, com rápidas e vigorosas pinceladas. Em suas marinhas revelou as mesmas qualidades. Pintou tanto a óleo como a pastel." Regressou para a Itália em 1922 e participou do Salão de Paris em 1928.